# Laetmogone violacea
Laetmogone violacea is een zeekomkommer uit de familie Laetmogonidae.
De wetenschappelijke naam van de soort werd in 1879 gepubliceerd door Johan Hjalmar Théel.